# Paracymoriza albalis
Paracymoriza albalis là một loài bướm đêm trong họ Crambidae.